# Guwa Lor
Guwa Lor is een bestuurslaag in het regentschap Cirebon van de provincie West-Java, Indonesië. Guwa Lor telt 4917 inwoners (volkstelling 2010).